# Клёзер, Роза
Роза Мария Клёзер (нем. Rosa Maria Klöser, род. 24 июня 1996, Гайленкирхен, Северный Рейн-Вестфалия) — немецкая профессиональная велогонщица, специализирующаяся на шоссейных и гравийных гонках, бронзовый призёр чемпионата Германии по шоссейному велоспорту в групповой гонке (2025).

## Карьера

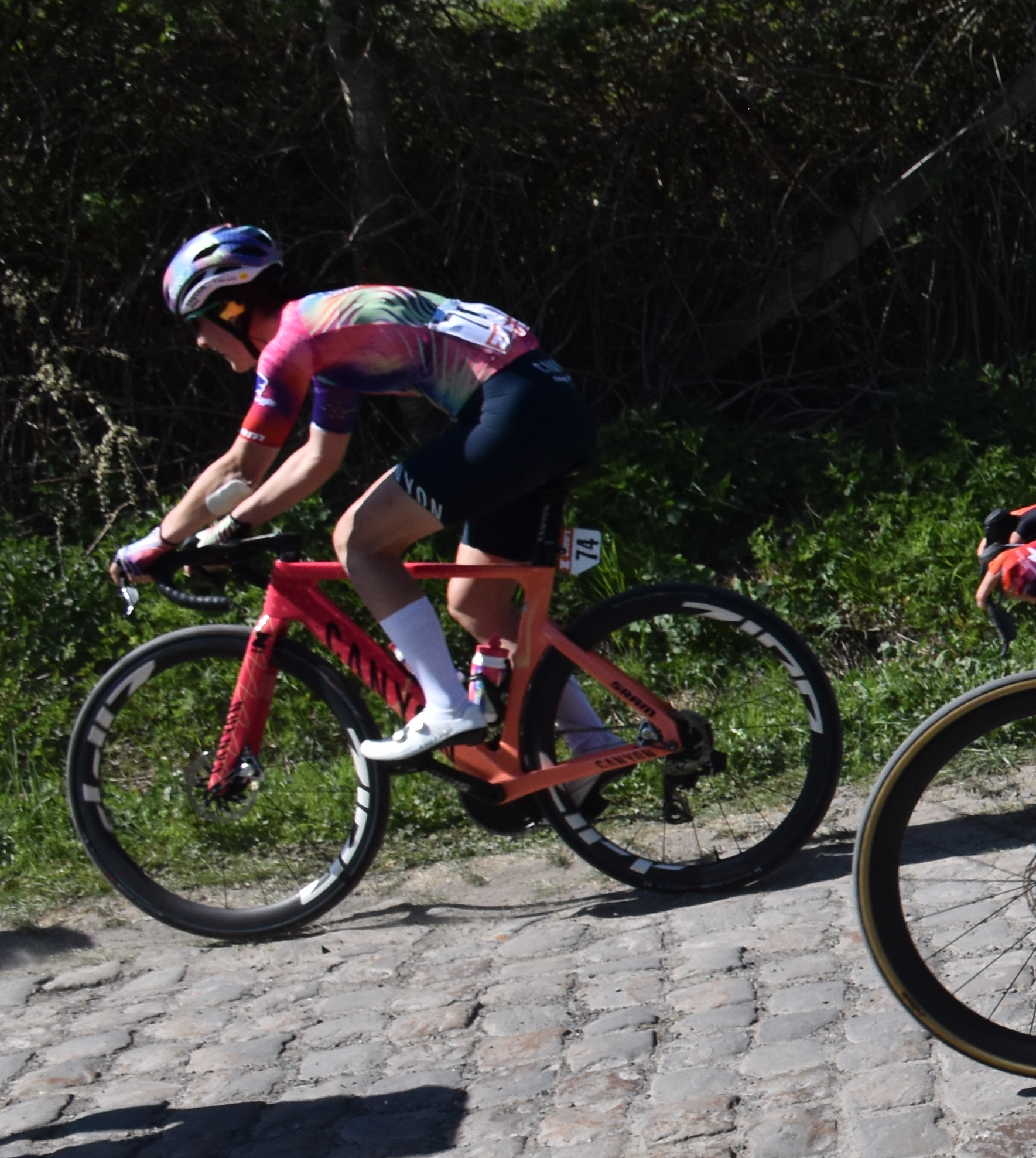
Роза Мария Клёзер на Париж — Рубе Фамм 2025

Роза Клёзер пришла в велоспорт в 24 года, во время пандемии COVID-19, когда была докторантом и жила в Дании. Она купила шоссейный велосипед после того, как её повседневный велосипед для поездок на работу был украден. В 2021 году она начала участвовать в соревнованиях по кибервелоспорту, а в 2022 году приняла участие в первых шоссейных гонках. В гравийный велоспорт она попала после того, как случайно познакомилась в веломастерской с голландским профессиональным гравийным велогонщиком Петром Хавиком, и он мотивировал её заняться гравийным велоспортом после совместного тура.
В 2023 году Клёзер трижды финишировала на подиуме в своем первом гравийном сезоне в UCI Gravel World Series. В 2024 году она выиграла престижную гонку Unbound Gravel в США. Затем последовали ещё несколько подиумных финишей в мировой серии UCI Gravel и пятое место на чемпионате Европы по гравийному велоспорту. На чемпионате Германии по шоссейному велоспорту она заняла девятое место в шоссейной гонке.
В сезоне 2025 года Клёзер стала членом немецкой женской команды Canyon//SRAM zondacrypto в классе UCI Women's WorldTeam. В 2025 году она сосредоточилась на гравийных велогонках. Она приняла участие в своей первой профессиональной шоссейной гонке 25 января, на Trofeo Marratxi-Felanitx, первой гонке в рамках Вызова Майорки. В то же время она была намерена участвовать в большем количестве шоссейных гонок, чтобы воспользоваться профессиональной средой и опытом своих товарищей по команде и проверить свои возможности.
В составе команды Canyon//SRAM zondacrypto Роза Клёзер в апреле того же года приняла участие в гонке Париж — Рубе Фамм, где финишировала на 31-м месте.

### Достижения

#### Шоссе
2022
9-я на Ordrup CC
5-я на Frederiksberg EL løbet
10-я на Campione Pinse Cup — Силькеборг
CK Nordsjælland løb
2023
Три дня на севере — Ольборг
4-я на Ordrup CC
2024
4-я на Bording Cup — Вайен
Три дня на севере
3-я в Тю
2-я в Ольборге
3-я на The Traka 200
9-я на чемпионате Германии — групповая гонка
2025
2-я на 1-м этапе Santa Vall
2-я на The Traka 200
3-я на чемпионате Германии — групповая гонка

#### Гравий
2023
5-я на UCI Gravel World Series WE — 3RIDES Gravel Race
3-я на UCI Gravel World Series WE — Millau Grands Causses
5-я на UCI Gravel World Series WE — Gravel One Fifty
3-я на UCI Gravel World Series WE — Gravel Grit 'n Grind
3-я на UCI Gravel World Series WE — La Monsterrato Gravel
3-я на The Gravel Series — 1 Afdeling
2024
2-я на UCI Gravel World Series WE — 3RIDES Gravel Race
Unbound Gravel
2-я на UCI Gravel World Series WE — Wish One Millau Grands Causses
3-я на UCI Gravel World Series WE — Gravel Adventure
4-я на 2-м этапе Gravel Grit 'n Grind
4-я на UCI Gravel World Series WE — Sea Otter Europe Girona
5-я на чемпионате Европы
2025
4-я на Unbound Gravel
UCI Gravel World Series WE — Eislek Gravel Luxembourg
UCI Gravel World Series WE — Hegau Gravel Race